# Igliwa
La tribu Igliwa (en àrab Glawa, nom individual al-Glawí) és una tribu amaziga del Marroc. El 1940 eren uns 25.000 (incloent 1.600 jueus), establerts el centre de la serralada de l'Atles, al punt on el Marroc del sud enllaça amb la Regió del Draa.
Dos personatges d'aquesta tribu van tenir un paper notable a la història moderna del Marroc, Glawi Madani i Glawi Tihami.